# Two Great Guitars
Two Great Guitars — совместный альбом американских певцов и гитаристов Бо Дидли и Чака Берри (для Берри это был седьмой альбом). На пластинке представлены четыре инструментальных дорожки, включая народную джазовую песню «When the Saints Go Marching In». В американский хит-парад альбом не вошёл.

## Обзор
Бо Дидли и Чак Берри были коллегами по лейблу Chess Records много лет. Берри был самым успешным исполнителем для Chess, в то время как Бо Дидли хотя и получил признание среди музыкантов, но популярностью не пользовался. Для Берри это стала первой работой в студии после выхода из тюрьмы в октябре 1963 года. Запись проходила в студии «Тел Мар» в Чикаго в марте 1964 года. Альбом вышел на лейбле Checker Records, подразделении Chess Records. На обложке изображены гитара Берри «Gibson ES-335» и специально модифицированная гитара Бо Дидли. Позже альбом был переиздан с добавлением четырёх песен. Также позже были изданы короткие версии песен «Chuck’s Beat» и «Bo’s Beat».

## Список композиций
| №  | Название                         | Автор(ы)                                | Длительность |
| -- | -------------------------------- | --------------------------------------- | ------------ |
| 1. | «Liverpool Drive»                | Чак Берри                               | 2:56         |
| 2. | «Chuck’s Beat»                   | Чак Берри, Эллас Макданиэл              | 10:39        |
| 3. | «When the Saints Go Marching In» | Народная; аранжировка Элласа Макданиэла | 2:52         |
| 4. | «Bo’s Beat»                      | Эллас Макданиэл, Чак Берри              | 14:23        |

## Участники записи
- Чак Берри — гитара
- Бо Дидли — гитара